# Różańsko (gromada)
Różańsko – dawna gromada, czyli najmniejsza jednostka podziału terytorialnego Polskiej Rzeczypospolitej Ludowej w latach 1954–1972.
Gromady, z gromadzkimi radami narodowymi (GRN) jako organami władzy najniższego stopnia na wsi, funkcjonowały od reformy reorganizującej administrację wiejską przeprowadzonej jesienią 1954 do momentu ich zniesienia z dniem 1 stycznia 1973, tym samym wypierając organizację gminną w latach 1954–1972.
Gromadę Różańsko z siedzibą GRN w Różańsku utworzono – jako jedną z 8759 gromad na obszarze Polski – w powiecie myśliborskim w woj. szczecińskim na mocy uchwały nr V/47/54 WRN w Szczecinie z dnia 5 października 1954. W skład jednostki weszły obszary dotychczasowych gromad Dyszno, Ostrowiec, Pszczelnik i Różańsko ze zniesionej gminy Różańsko oraz obszar dotychczasowej gromady Chłopowo ze zniesionej gminy Golenice w tymże powiecie. Dla gromady ustalono 18 członków gromadzkiej rady narodowej.
31 grudnia 1959 do gromady Różańsko włączono miejscowości Turze, Skrodno, Dolsk, Śniegoszewo i Buszów ze zniesionej gromady Dolsk w tymże powiecie.
Gromada przetrwała do końca 1972 roku, czyli do kolejnej reformy gminnej. 1 stycznia 1973 w powiecie myśliborskim reaktywowano gminę Różańsko (zniesioną ponownie 15 stycznia 1976).